# Joniškis (gemeente)
Joniškis is een van de 60 Litouwse gemeenten, in het district Šiauliai.
De hoofdplaats is de gelijknamige stad Joniškis. De gemeente telt 32.000 inwoners op een oppervlakte van 1152 km².

## Plaatsen in de gemeente
Plaatsen met inwonertal (2001):
- Joniškis – 11329
- Žagarė – 2312
- Skaistgirys – 964
- Kriukai – 602
- Jurdaičiai – 578
- Gataučiai – 562
- Bariūnai – 552
- Rudiškiai – 471
- Linkaičiai – 462
- Kalnelis – 451